# Aiztondo Klasika
L'Aiztondo Klasika est une course cycliste espagnole disputée autour de la localité d'Asteasu (Guipuscoa), dans la communauté autonome du Pays basque. Créée en 2003, elle fait partie du calendrier de la Coupe d'Espagne amateurs.
L'édition 2020 est annulée en raison du contexte sanitaire lié à la pandémie de Covid-19.

## Palmarès
| Année | Vainqueur                  | Deuxième                  | Troisième                |
| ----- | -------------------------- | ------------------------- | ------------------------ |
| 2003  | José Ángel Gómez Marchante | Julen Urbano              | Juan José Cobo           |
| 2004  | Carlos Castaño             | Jordi Grau                | Rodrigo García           |
| 2006  | Didac Ortega               | Eduardo de Miguel         | Jorge Martín Montenegro  |
| 2007  | Óscar Pujol                | Gonzalo Zambrano          | Iker Aramendia           |
| 2008  | David Belda                | David Gutiérrez Gutiérrez | Luis Maldonado           |
| 2009  | Jorge Martín Montenegro    | Francisco Javier Martínez | Javier Iriarte           |
| 2010  | Víctor de la Parte         | Eduard Prades             | Raúl Alarcón             |
| 2011  | Eduard Prades              | Omar Fraile               | David Gutiérrez Palacios |
| 2012  | Ibai Salas                 | Mike Terpstra             | Juan Ignacio Pérez       |
| 2013  | Vicente García de Mateos   | Alberto Gallego           | Julen Mitxelena          |
| 2014  | Antton Ibarguren           | Samuel Nicolás            | Juan Ignacio Pérez       |
| 2015  | Mikel Iturria              | Rafael Márquez            | Juan Ignacio Pérez       |
| 2016  | Jaume Sureda               | Daniel Sánchez            | Fernando Barceló         |
| 2017  | Gonzalo Serrano            | Antonio Jesús Soto        | Jaume Sureda             |
| 2018  | Eusebio Pascual            | Carlos Cobos              | Juan Pedro López         |
| 2019  | Ángel Fuentes              | Roger Adrià               | Francisco Galván         |
| 2020  | annulé                     |                           |                          |
| 2021  | Marc Brustenga             | Miquel Valls              | Pablo García Francés     |
| 2022  | Fernando Tercero           | Mikel Retegi              | Pablo Castrillo          |
| 2023  | annulé                     |                           |                          |
| 2024  | Mateu Estelrich            | Haimar Etxeberria         | Ander Ganzabal           |
| 2025  | César Pérez                | Fabrizio Crozzolo         | Martín Rey               |